# 本希尔县 (佐治亚州)
本希尔县（英語：Ben Hill County）是位于美国佐治亚州中部的一个县，面积658平方公里，县治菲茨杰拉德。根据2000年美国人口普查，共有人口17,316。
本希尔县成立于1906年7月31日，县名源自美国参议员本杰明·哈维·希尔。